# Nils-Åke Sandell
Pour les articles homonymes, voir Sandell.
Nils-Åke Sandell, né le 5 février 1927 à Lund en Suède, et mort le 29 mai 1992, est un footballeur international suédois. Il évoluait au poste d'attaquant.

## Biographie

### En club
Nils-Åke Sandell commence sa carrière au Lunds BK en 1952,.
Il est joueur du Malmö FF de 1952 à 1958.
Il est sacré Champion de Suède en 1952-53 et remporte une Coupes nationale en 1953-54.
En 1956, Sandell rejoint l'Italie et le club de SPAL Ferrara.
Au total, en Serie A, il dispute 48 matchs pour 12 buts inscrits lors de son passage.
Sandell revient jouer sous les couleurs de Malmö en 1958. Il raccroche les crampons ensuite.

### En équipe nationale
International suédois, il reçoit 20 sélections pour 21 buts marqués en équipe de Suède entre 1952 et 1956,.
Son premier match en sélection a lieu le 22 juin 1952 contre le Danemark (victoire 4-3 à Solna) dans le cadre du Championnat nordique.
Il fait partie du groupe suédois médaillé de bronze aux Jeux olympiques de 1952 mais ne dispute aucun match durant le tournoi.
Son dernier match en sélection a lieu le 17 juin 1956 contre la Roumanie (victoire 2-0 à Bucarest).

## Palmarès
| Malmö FF - Championnat de Suède (1) : - Champion : 1952-53. - Coupe de Suède (1) : - Vainqueur : 1953-54. |  | Suède - Jeux olympiques : - Bronze : 1952. - Championnat nordique (2) : - Vainqueur : 1952 – 1955 et 1956 – 1959. |